# SARS-CoV-2 베타 변이

2021년 3월 5일 기준 이 변이가 확인된 국가
100 - 999 명이 감염된 국가
50 - 99명이 감염된 국가
10 – 49명이 감염된 국가
5 - 9명이 감염된 국가
2 - 4명이 감염된 국가
1명이 감염된 국가
확진자가 없거나 통계 데이터가 없음

SARS-CoV-2 베타 변이(Beta variant), B.1.351 계통, 501Y.V2 또는 20H/501Y.V2는 남아프리카공화국 넬슨만델라베이 지역에서 최초로 발생한 SARS-CoV-2의 변종이다. 이 변종은 2020년 10월 유전자 분석을 통해 최초로 확인되었다. 12월부터 세계적으로 빠르게 확산되기 시작했다.

## 유전자

스파이크 단백질에 초점을 둔 SARS-CoV-2 유전자 지도에 그려진 SARS-CoV-2 베타 변이의 아미노산 돌연변이.

| 유전자                                                                                 | 뉴클레오타이드 | 아미노산 |
| -------------------------------------------------------------------------------------- | -------------- | -------- |
| ORF1ab                                                                                 | C1059T         | T265I    |
| ORF1ab                                                                                 | G5230T         | K1655N   |
| ORF1ab                                                                                 | C8660T         | H2799Y   |
| ORF1ab                                                                                 | C8964T         | S2900L   |
| ORF1ab                                                                                 | A10323G        | K3353R   |
| ORF1ab                                                                                 | G13843T        | D4527Y   |
| ORF1ab                                                                                 | C14408T1       | P4715L   |
| ORF1ab                                                                                 | C17999T        | T5912I   |
| 스파이크                                                                               | C21614T        | L18F     |
| 스파이크                                                                               | A21801C        | D80A     |
| 스파이크                                                                               | A22206G        | D215G    |
| 스파이크                                                                               | G22299T        | R246I    |
| 스파이크                                                                               | G22813T        | K417N    |
| 스파이크                                                                               | G23012A        | E484K    |
| 스파이크                                                                               | A23063T        | N501Y    |
| 스파이크                                                                               | A23403G1       | D614G    |
| 스파이크                                                                               | G23664T        | A701V    |
| ORF3a                                                                                  | G25563T        | Q57H     |
| ORF3a                                                                                  | C25904T        | S171L    |
| E                                                                                      | C26456T        | P71L     |
| N                                                                                      | C28887T        | T205I    |
| 참고: 1Presented in parent lineage B.1. 출처: Tegally 등. (2020), supplementary Fig S8 |                |          |

## 통계
| 국가별 사례 (2021년 7월 21일 기준 업데이트) GISAID | 국가별 사례 (2021년 7월 21일 기준 업데이트) GISAID | 국가별 사례 (2021년 7월 21일 기준 업데이트) GISAID |
| 국가                                               | 확진자 수                                          | 수집일                                             |
| -------------------------------------------------- | -------------------------------------------------- | -------------------------------------------------- |
| 앙골라                                             | 401                                                | 2021년 4월 22일                                    |
| 아르헨티나                                         | 1                                                  | 2021년 4월 24일                                    |
| 아루바                                             | 4                                                  | 2021년 4월 10일                                    |
| 오스트레일리아                                     | 73                                                 | 2021년 6월 28일                                    |
| 오스트리아                                         | 260                                                | 2021년 6월 8일                                     |
| 바레인                                             | 1                                                  | 2021년 4월 9일                                     |
| 방글라데시                                         | 56                                                 | 2021년 6월 16일                                    |
| 벨기에                                             | 1,075                                              | 2021년 6월 14일                                    |
| 보스니아 헤르체고비나                              | 1                                                  | 2021년 2월 11일                                    |
| 보츠와나                                           | 342                                                | 2021년 6월 27일                                    |
| 브라질                                             | 6                                                  | 2021년 4월 5일                                     |
| 브루나이                                           | 1                                                  | 2021년 1월 20일                                    |
| 불가리아                                           | 2                                                  | 2021년 6월 9일                                     |
| 캄보디아                                           | 1                                                  | 2021년 5월 31일                                    |
| 카메룬                                             | 9                                                  | 2021년 3월 1일                                     |
| 캐나다                                             | 860                                                | 2021년 6월 21일                                    |
| 칠레                                               | 4                                                  | 2021년 5월 22일                                    |
| 중국                                               | 89                                                 | 2021년 6월 4일                                     |
| 콜롬비아                                           | 1                                                  | 2021년 4월 13일                                    |
| 코스타리카                                         | 12                                                 | 2021년 5월 4일                                     |
| 코트디부아르                                       | 1                                                  | 2021년 3월 6일                                     |
| 크로아티아                                         | 41                                                 |                                                    |
| 체코                                               | 71                                                 | 2021년 6월 10일                                    |
| 콩고 민주 공화국                                   | 30                                                 | 2021년 4월 20일                                    |
| 덴마크                                             | 121                                                | 2021년 6월 29일                                    |
| 지부티                                             | 22                                                 | 2021년 4월 9일                                     |
| 적도기니                                           | 43                                                 | 2021년 4월 1일                                     |
| 에스토니아                                         | 37                                                 | 2021년 4월 23일                                    |
| 에스와티니                                         | 26                                                 | 2021년 3월 23일                                    |
| 핀란드                                             | 1,123                                              | 2021년 5월 21일                                    |
| 프랑스                                             | 2,149                                              | 2021년 6월 23일                                    |
| 프랑스령 기아나                                    | 2                                                  | 2021년 4월 7일                                     |
| 가봉                                               | 4                                                  | 2021년 2월 21일                                    |
| 조지아                                             | 1                                                  | 2021년 5월 23일                                    |
| 독일                                               | 2,231                                              | 2021년 6월 19일                                    |
| 가나                                               | 17                                                 | 2021년 4월 8일                                     |
| 그리스                                             | 19                                                 | 2021년 4월 29일                                    |
| 과들루프                                           | 4                                                  | 2021년 5월 25일                                    |
| 괌                                                 | 3                                                  | 2021년 4월 28일                                    |
| 기니비사우                                         | 1                                                  | 2021년 2월 1일                                     |
| 인도                                               | 208                                                | 2021년 6월 14일                                    |
| 인도네시아                                         | 10                                                 | 2021년 6월 2일                                     |
| 이란                                               | 2                                                  | 2021년 4월 3일                                     |
| 이라크                                             | 1                                                  | 2021년 2월 26일                                    |
| 아일랜드                                           | 69                                                 | 2021년 4월 19일                                    |
| 이스라엘                                           | 240                                                | 2021년 5월 28일                                    |
| 이탈리아                                           | 69                                                 | 2021년 6월 1일                                     |
| 일본                                               | 89                                                 | 2021년 6월 13일                                    |
| 요르단                                             | 2                                                  | 2021년 4월 18일                                    |
| 케냐                                               | 178                                                | 2021년 5월 31일                                    |
| 쿠웨이트                                           | 1                                                  | 2021년 6월 21일                                    |
| 라트비아                                           | 9                                                  | 2021년 5월 13일                                    |
| 레소토                                             | 14                                                 | 2021년 1월 18일                                    |
| 리투아니아                                         | 11                                                 | 2021년 4월 9일                                     |
| 룩셈부르크                                         | 744                                                | 2021년 5월 22일                                    |
| 말라위                                             | 312                                                | 2021년 4월 16일                                    |
| 말레이시아                                         | 161                                                | 2021년 6월 10일                                    |
| 몰타                                               | 3                                                  | 2021년 6월 1일                                     |
| 마르티니크                                         | 2                                                  | 2021년 4월 28일                                    |
| 모리셔스                                           | 7                                                  | 2021년 3월 12일                                    |
| 마요트                                             | 32                                                 | 2021년 1월 31일                                    |
| 멕시코                                             | 20                                                 | 2021년 5월 16일                                    |
| 모잠비크                                           | 328                                                | 2021년 4월 22일                                    |
| 나미비아                                           | 9                                                  |                                                    |
| 네덜란드                                           | 693                                                | 2021년 5월 27일                                    |
| 뉴질랜드                                           | 31                                                 | 2021년 6월 25일                                    |
| 북마케도니아                                       | 1                                                  | 2021년 3월 10일                                    |
| 노르웨이                                           | 362                                                | 2021년 6월 11일                                    |
| 파키스탄                                           | 35                                                 | 2021년 6월 5일                                     |
| 파나마                                             | 2                                                  | 2021년 1월 12일                                    |
| 필리핀                                             | 1,213                                              | 2021년 4월 8일                                     |
| 폴란드                                             | 45                                                 | 2021년 6월 7일                                     |
| 포르투갈                                           | 99                                                 | 2021년 6월 2일                                     |
| 카타르                                             | 650                                                | 2021년 5월 18일                                    |
| 레위니옹                                           | 400                                                | 2021년 6월 19일                                    |
| 루마니아                                           | 7                                                  | 2021년 5월 26일                                    |
| 러시아                                             | 23                                                 | 2021년 6월 12일                                    |
| 르완다                                             | 39                                                 | 2021년 6월 15일                                    |
| 사우디 아라비아                                    | 3                                                  | 2021년 4월 15일                                    |
| 싱가포르                                           | 100                                                | 2021년 6월 25일                                    |
| 신트마르턴                                         | 1                                                  | 2021년 3월 24일                                    |
| 슬로바키아                                         | 31                                                 | 2021년 5월 27일                                    |
| 슬로베니아                                         | 31                                                 | 2021년 4월 6일                                     |
| 소말리아                                           | 1                                                  |                                                    |
| 남아프리카 공화국                                  | 6,154                                              | 2021년 6월 21일                                    |
| 대한민국                                           | 19                                                 | 2021년 4월 17일                                    |
| 남수단                                             | 3                                                  | 2021년 4월 24일                                    |
| 스페인                                             | 588                                                | 2021년 6월 18일                                    |
| 스리랑카                                           | 4                                                  | 2021년 3월 26일                                    |
| 수리남                                             | 5                                                  | 2021년 3월 31일                                    |
| 스웨덴                                             | 2,322                                              | 2021년 6월 17일                                    |
| 스위스                                             | 225                                                | 2021년 6월 22일                                    |
| 중화민국                                           | 3                                                  | 2021년 4월 26일                                    |
| 타이                                               | 40                                                 | 2021년 5월 25일                                    |
| 토고                                               | 2                                                  | 2021년 2월 5일                                     |
| 튀니지                                             | 1                                                  | 2021년 4월 24일                                    |
| 튀르키예                                           | 912                                                | 2021년 5월 24일                                    |
| 우간다                                             | 13                                                 | 2021년 4월 2일                                     |
| 아랍에미리트                                       | 6                                                  | 2021년 4월 27일                                    |
| 영국                                               | 812                                                | 2021년 6월 24일                                    |
| 미국                                               | 2,454                                              | 2021년 6월 28일                                    |
| 잠비아                                             | 161                                                | 2021년 4월 28일                                    |
| 짐바브웨                                           | 331                                                | 2021년 2월 26일                                    |
| 전 세계 (103개국)                                  | 총합: 28,380                                       | 2021년 7월 21일 기준                               |

## 백신 회피

### 존슨앤존슨
1월 JNJ-78436735 백신의 임상 결과 발표에서 미국 임상에서는 72%였으나 남아공 임상에서는 57% 효능에 그쳤다.

### 화이자-바이오엔테크
2021년 4월 1일, 남아프리카공화국에서 진행한 소규모 임상에서 이 백신은 100%의 효과를 보였다.

### 모더나
2021년 2월 모더나는 남아공 변이에 대한 항체가 일반 코로나19에 비해 6분의 1로 감소한다고 발표했다. 모더나는 남아공 변이에 대한 새로운 백신 개발에 착수했다.

## 같이 보기
- 남아프리카 공화국의 코로나19 범유행
- SARS-CoV-2 변이주